# Valentin Cajnko
Valentin Cajnko, slovenski rimskokatoliški duhovnik in publicist, * 12. februar 1868, Ključarovci pri Ljutomeru, † 23. julij 1925, Varaždin. 

## Življenje in delo
Po končani gimnaziji v Varaždinu (1887), je študij bogoslovja končal v Zagrebu (1891), bil do 1896 kaplan v Pitomači (Hrvaška), eno leto katehet na mestnih šolah v Bjelovaru, februarja 1897 pa je nastopil službo kateheta na nižjem mestnem ženskem liceju in na nižji strokovni šoli v Varaždinu. Kot bogoslovec in kaplan je pisal razne članke, večinoma biografije in nekrologe hrvaških književnikov (P. Preradović, T. Smičiklas, Ivan Trnski), pozneje pa je pisal zlasti pedagoške članke.